# British Airways
British Airways er det nationale britiske flyselskab og et af Europas største og det flyselskab, der har flest afgange over Atlanten.

## Historie
British Airways blev dannet i 1935 efter en fusion af tre mindre flyselskaber. I 1939 blev det nationaliseret sammen med et andet britisk flyselskab, Imperial Airways og fusioneret under navnet British Overseas Airways Corporation (BOAC). Det stod for flyvninger til oversøiske destinationer. British European Airways stod for resten. De to selskaber blev fusioneret i 1972 og blev privatiseret i 1987.
I 1976 var British Airways og Air France de første og eneste til at tage Concorden i brug. Den sidste kommercielle flyvning med concorden var om aftenen den 23. oktober 2003, hvor dronning Elizabeth 2. gav tilladelse til oplysning af Windsor Castle ved overflyvningen. Det er ellers en ære, der forbeholdes udenlandske statsoverhoveder.
British Airways er medlem af Oneworld-alliancen sammen med bl.a. American Airlines og Cathay Pacific.

## Galleri
- British Airways' Boeing 747-400.
- Waterside - British Airways’ hovedkontor i London.
- Boeing 767-300ER
- Boeing 747-400